# Chatto
Chatto (1860–1934) era un subcap apatxe chiricahua que més tard esdevingué un explorador apatxe. A finals de 1883, es va rendir al general George Crook i el va servir com a explorador, participant en l'expedició a sierra Madre el 1883. El 1886, Chatto encapçalà una delegació de pau de Washington, on va rebre una medalla de plata del president Chester Alan Arthur.
Després del seu servei com a explorador, va ser fet presoner després d'haver estat coaccionat a viatjar a Washington, DC. Chatto va ser empresonat a Saint Augustine (Florida) juntament amb gairebé 500 altres apatxes a fort Marion. Després fou confinat a Fort Sill. Finalment, el 1913, se'ls va permetre a ell i la seva família anar a viure a la reserva Mescalero de Nou Mèxic. Va morir el 13 d'agost de 1934 després d'un accident de cotxe.
La massacre McComas va ser el nom donat a un incident que es va produir al sud-oest del Territori de Nou Mèxic a la tarda del 28 de març de 1883. L'exsoldat de la Unió i anteriorment jutge, Hamilton C. McComas, la seva esposa Juniatta i el seu fill de sis anys, Charlie, van ser atacats per un grup de guerrers chiricahua liderats per Chatto a la carretera entre Silver City i Lordsburg. McComas va morir per ferides de bala i la seva dona va ser assassinada per un cop al cap. El destí de Charlie mai es va comprovar, ja que hi havia una gran varietat d'informes contradictoris. L'incident va ser notícia nacional en el seu moment.

## Biografies de cabdills indis
- (anglès) «Chatto : Biography». Arxivat de l'original el 2005-09-15. [Consulta: 16 novembre 2005].